# Hero Wanted
Hero Wanted is een Amerikaanse actiefilm uit 2008 onder regie van Brian Smrz.

## Verhaal
Na de tragische dood van zijn vriendin Dawn heeft de zwarte Liam Case zichzelf opgewerkt tot nationale held nadat hij de jonge Marley Singer, onder toeziend oog van moeder, uit een brandend autowrak heeft gered. In het heden resteert een lelijk litteken als het enige dat hem herinnert aan zijn moedige actie van weleer, terwijl hij met vriend en collega Swain zijn dagen slijt als vuilnisman en buiten dienst zijn toevlucht neemt tot alcohol. De rauwe Schot heeft het werk tussen het afval ondertussen meer dan gezien en kijkt uit naar het moment dat hij zijn grote slag kan slaan.
Aan de balie van de bank laat Liam zich met alle plezier helpen door de knappe medewerkster Kayla McQueen wanneer een groep gemaskerde overvallers het gebouw binnenstormt en louter lijkt uit te zijn op de aanwezige kasgelden. Een vreedzaam bedoelde bankoverval loopt volledig uit de hand wanneer een van de geldwolven Kayla door het voorhoofd schiet en een andere aanwezige naar de wereld van de doden knalt. Liam springt zijn helpende hand tegemoet, maar kan niet voorkomen dat hijzelf gewond raakt en de vrouw in een coma belandt. Na zijn revalidatie zweert hij – zeer tegen de zin van zijn opvoeder, luitenant-kolonel Cosmo Jackson, die met Liams vader in Vietnam heeft gediend – wraak op de mannen die hij beschouwt als de veroorzakers van zijn huidige ellende.
Leider Derek, oud-kameraad Swain, softie Gill, de gebroeders Skinner en Lynch McGraw en hun louter ongeluk vormende neef Gordy kunnen aanvankelijk niet geloven dat hun onbenullige opdrachtgever een gevaar zou kunnen zijn voor hun criminele bestaan. Na een training bij Jackson zet Liam echter alles op alles om de ellendelingen een voor een van het leven te beroven. Detective Terry Subcott en partner Wallace MacTee zitten de wreker vanaf de eerste moord op de hielen en raken er steeds meer van overtuigd dat ze zich richten op de juiste verdachte. Onderwijl maakt Liam kennis met Melanie McQueen, moeder van de comateuze bankbediende, die hem zeer waardeert om zijn dappere daden en na opbiechting van zijn ware bedoelingen aanmoedigt zijn verdiende gram te halen.
Skinner en Lynch McGraw moeten het weldra bezuren in de zoete wraak van de meester. In een oude, lege fabriek vindt vervolgens een harde confrontatie plaats tussen enerzijds goed – Liam en Jackson – en anderzijds slecht – Derek, Swain, Gill en Gordy – waarbij gijzelares Marley een voorname speelbal vormt. Twee vijandige partijen maken de balans op na een obsessief plan van een radeloze man om het hart te winnen van een onbereikbare vrouw.

## Rolverdeling
- Cuba Gooding jr. - Liam Case
- Elitza Rajeva - Dawn Case
- Norman Reedus - Swain
- Tommy Flanagan - Derek
- Gary Cairns II - Gill
- Kim Coates - Skinner McGraw
- Steven Kozlowski - Lynch McGraw
- Paul Sampson - Gordy McGraw
- Ray Liotta - Terry Subcott
- Todd Jensen - Wallace MacTee
- Ben Cross - Cosmo Jackson
- Christa Campbell - Kayla McQueen
- Jean Smart - Melanie McQueen
- Samantha Hanratty - Marley Singer
- Lisa Dunne - Ms. Singer
- Mike Straub - Scrubs
- Amy Davis - Staci (serveerster)
- Atanas Srebrev - barkeeper
- Sergio Buenrostro - agent
- Mimi Rigassio - receptioniste

## Cameo's
- Carol Smrz - familielid in bank
- Jenna Smrz - familielid in bank
- Colton Lucas Smrz - familielid in bank